# Bignay (Charente-Maritime)
Bignay település Franciaországban, Charente-Maritime megyében. Lakosainak száma 363 fő (2022. január 1.). Bignay Fenioux, Mazeray, Les Nouillers, Taillant és Voissay községekkel határos.

## Népesség
A település népességének változása:
| Lakosok száma | 237  | 244  | 312  | 384  | 435  | 414  | 411  | 387  | 375  | 363  |
|               | 1968 | 1982 | 1990 | 2006 | 2013 | 2015 | 2017 | 2019 | 2020 | 2022 |